# Hustle - I signori della truffa
(Tagline della serie televisiva)
Hustle - I signori della truffa (Hustle) è una serie televisiva britannica prodotta dal 2004 al 2012.
La serie è stata prodotta e trasmessa in prima visione in Gran Bretagna dalla BBC. In Italia è stata trasmessa in chiaro da LA7 e sul satellite da Fox dalla prima alla quinta stagione, per poi non essere più trasmessa per cinque anni, quando Joi nel 2014 ha trasmesso sesta, settima e ottava stagione.

## Trama
La serie vede protagonisti alcuni abili truffatori londinesi, alle prese con giochi e inganni di ogni tipo. Il classico humour inglese, una certa dose d'ironia, correlata all'azione nello svolgimento, costituiscono gli elementi essenziali dello show.
La serie segue le vicende del truffatore Michael Stone, il quale, dopo essere uscito di prigione, decide di rimettere in piedi la sua vecchia squadra formata dalla sua collaboratrice Stacie Monroe, dal tecnico informatico Ash Morgan e il suo mentore Albert Stroller. I quattro accolgono nel loro gruppo un giovane truffatore dilettante, ma con grandi potenzialità, Danny Blue, inizialmente Michael non è sicuro di Danny, ma il ragazzo riesce a integrarsi bene nel gruppo dando prova del suo talento. I truffatori prendono sempre come bersagli uomini d'affari disonesti, e spesso si vedono costretti ad affrontare poliziotti e agenti corrotti che cercano di sfruttarne le capacità a loro favore, ma riescono ad avere sempre la meglio.
La trama della serie cambia all'alba della quarta stagione: Michael abbandona temporaneamente Londra per attuare una truffa con alcuni suoi amici in Australia; in sua assenza , Danny diventa il leader del gruppo, mentre Albert decide di far entrare un giovane truffatore nel team, Billy Bond. Il ragazzo vuole imparare da Danny i trucchi del mestiere.
Michael torna a Londra nella quinta stagione: Danny, Stacie e Billy hanno lasciato la città, quindi Michael, Ash e Albert rimangono soli, ma le loro strade incrociano quelle di due giovani truffatori, i fratelli Sean e Emma Kennedy. Albert li accoglie nel gruppo per insegnare loro i trucchi del mestiere. Nel finale della serie, Michael decide di ritirarsi dal giro e di prendersi una pausa da tutto, quindi lui e la squadra prendono di mira un ricco ereditiere molto pericoloso e violento.  Stacie e Danny tornano a Londra e aiutano il loro amico nella truffa, riuscendo a rubare all'obbiettivo dieci milioni di sterline.

## Episodi
Il 6 maggio 2011 la BBC ha annunciato che l'ottava stagione di Hustle sarebbe stata l'ultima prodotta.
| Stagione         | Episodi | Prima TV originale | Prima TV Italia |
| ---------------- | ------- | ------------------ | --------------- |
| Prima stagione   | 6       | 2004               | 2005            |
| Seconda stagione | 6       | 2005               | 2006            |
| Terza stagione   | 6       | 2006               | 2007            |
| Quarta stagione  | 6       | 2007               | 2008            |
| Quinta stagione  | 6       | 2009               | 2009-2014       |
| Sesta stagione   | 6       | 2010               | 2014            |
| Settima stagione | 6       | 2011               | 2014            |
| Ottava stagione  | 6       | 2012               | 2014            |

## Personaggi e interpreti
- Michael "Mickey" Stone (stagioni 1-8), interpretato da Adrian Lester, doppiato da Vittorio Guerrieri.
Conosciuto anche con lo pseudonimo di Mickey Bricks, è un truffatore professionista. Dopo aver passato tre anni in prigione per aggressione, a scapito dell'amante della moglie, decide di ritornare nel mondo della truffa mettendo in piedi una squadra. È il capo del gruppo e la mente dietro alle operazioni.
- Danny Blue (stagioni 1-4, guest 8), interpretato da Marc Warren, doppiato da Francesco Pezzulli.
È il giovane "allievo" che vuole imparare, ben inserito nel gruppo. Un tempo si guadagnava da vivere con delle piccole truffe, ma conoscendo Mickey e il resto del gruppo diventa un truffatore esperto sotto la loro ala. Rispetta molto Mickey, anche se spesso se ne sente sminuito , cosa che lo porta a mettersi sempre a confronto e in competizione con lui.
- Albert Stroller (stagioni 1-8), interpretato da Robert Vaughn, doppiato da Michele Kalamera.
Veterano del gruppo, è l'uomo incaricato di agganciare le vittime. Amante del gioco d'azzardo, è stato lui a istruire Mickey rendendolo un grande truffatore. Ha una figlia di nome Kathleen, dalla quale ha avuto due nipotini.
- Ash Morgan (stagioni 1-8), interpretato da Robert Glenister, doppiato da Fabrizio Temperini.
Amante delle truffe alle assicurazioni, è il tecnico specializzato in informatica e un ottimo falsario. Gli è stato affibbiato il soprannome di "Tre Calzini".
- Stacie Monroe (stagioni 1-4, guest 8), interpretata da Jaime Murray, doppiata da Roberta Pellini.
Unica donna in un gruppo di uomini, abile come gli altri, è l'ammaliatrice fatale ma anche, per esplicita ammissione di una poliziotta che insegue da sempre il gruppo, "un gran cervello".
- Billy Bond (stagione 4), interpretato da Ashley Walters, doppiato da Andrea Lavagnino.
Ragazzo di strada proveniente dai quartieri bassi di Londra, si guadagna da vivere con piccoli furti, ma poi decide di diventare un truffatore professionista con l'aiuto di Danny e Albert. Curiosamente, sparisce dalla serie senza alcuna spiegazione.
- Emma Kennedy (stagioni 5-8), interpretata da Kelly Adams, doppiata da Barbara De Bortoli.
Affascinante truffatrice che opera insieme al fratello minore, è molto talentuosa, ma inesperta, quindi Albert convince Mickey a farla entrare nella squadra ,insieme al fratello, per istruirla. Prova dei forti sentimenti per Mickey, da lui ricambiati, ma a causa del loro lavoro di truffatori, i due sono ben consapevoli che le cose tra loro non funzionerebbero.
- Sean Kennedy (stagioni 5-8), interpretato da Matt Di Angelo, doppiato da Andrea Mete.
È il fratello minore di Emma, anche lui truffatore; i due ragazzi sono orfani, in seguito all'abbandono del padre e alla morte della madre. Dopo essere passati da una casa famiglia all'altra, hanno imparato a contare solo l'uno sull'altra. Ha delle buone potenzialità come truffatore, anche se non paragonabili a quelle di Emma.
- Eddie (stagioni 1-8), interpretato da Rob Jarvis, doppiato da Vladimiro Conti.
Gestisce un bar, che spesso viene usato come luogo di ritrovo dai truffatori. Il rapporto con il gruppo è altalenante, tra affetto e dispetto: Eddie, oltre ad essere di frequente vittima dei loro scherzi, è scontento del fatto che i truffatori non paghino puntualmente le consumazioni e usino il suo locale come"ufficio", mettendogli a rischio lavoro e libertà, ma quando si trova nei guai tutta la squadra accorre in suo aiuto punendo duramente chi gli ha fatto dei torti.

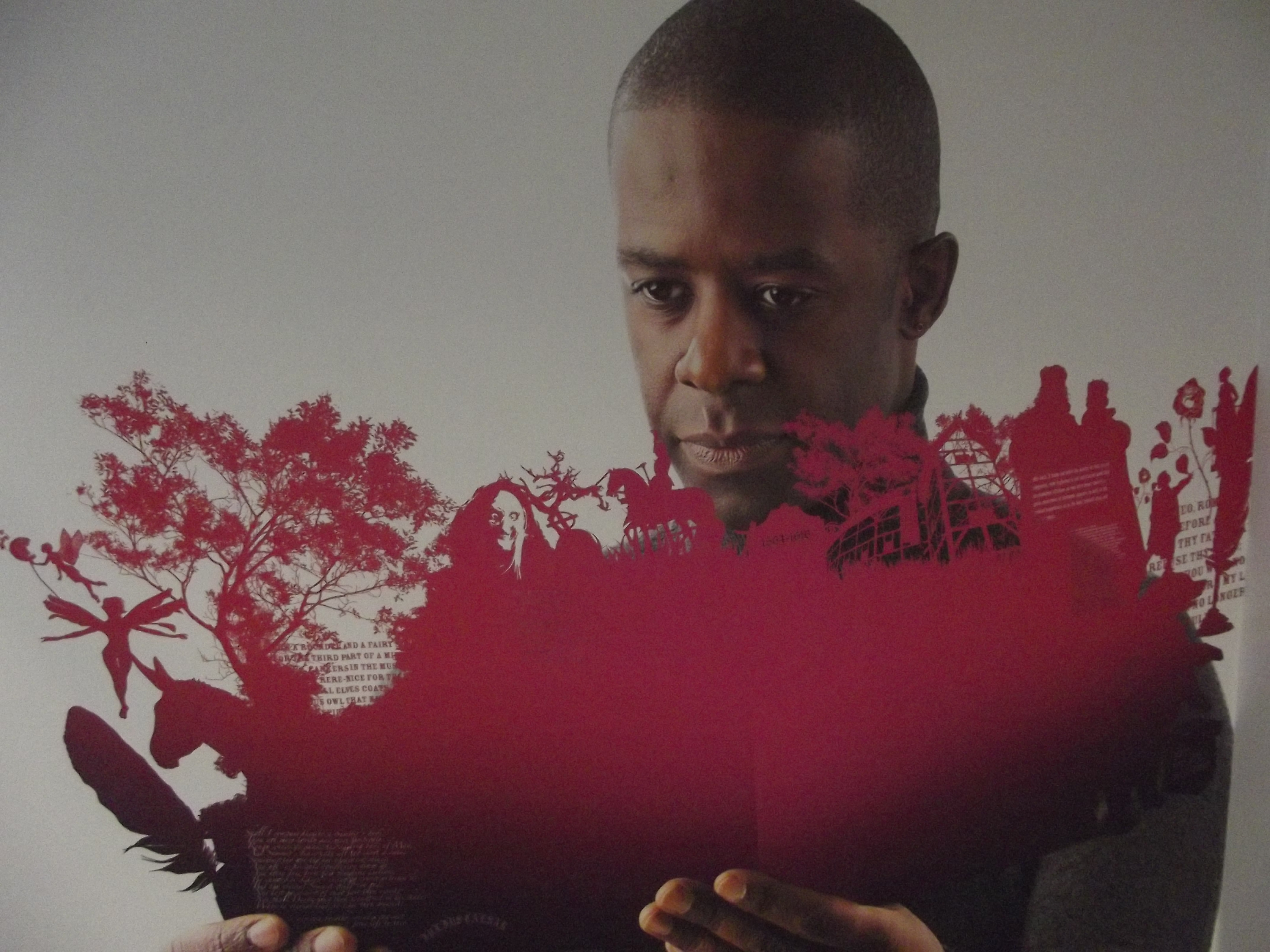
Adrian Lester interpreta Mickey Stone
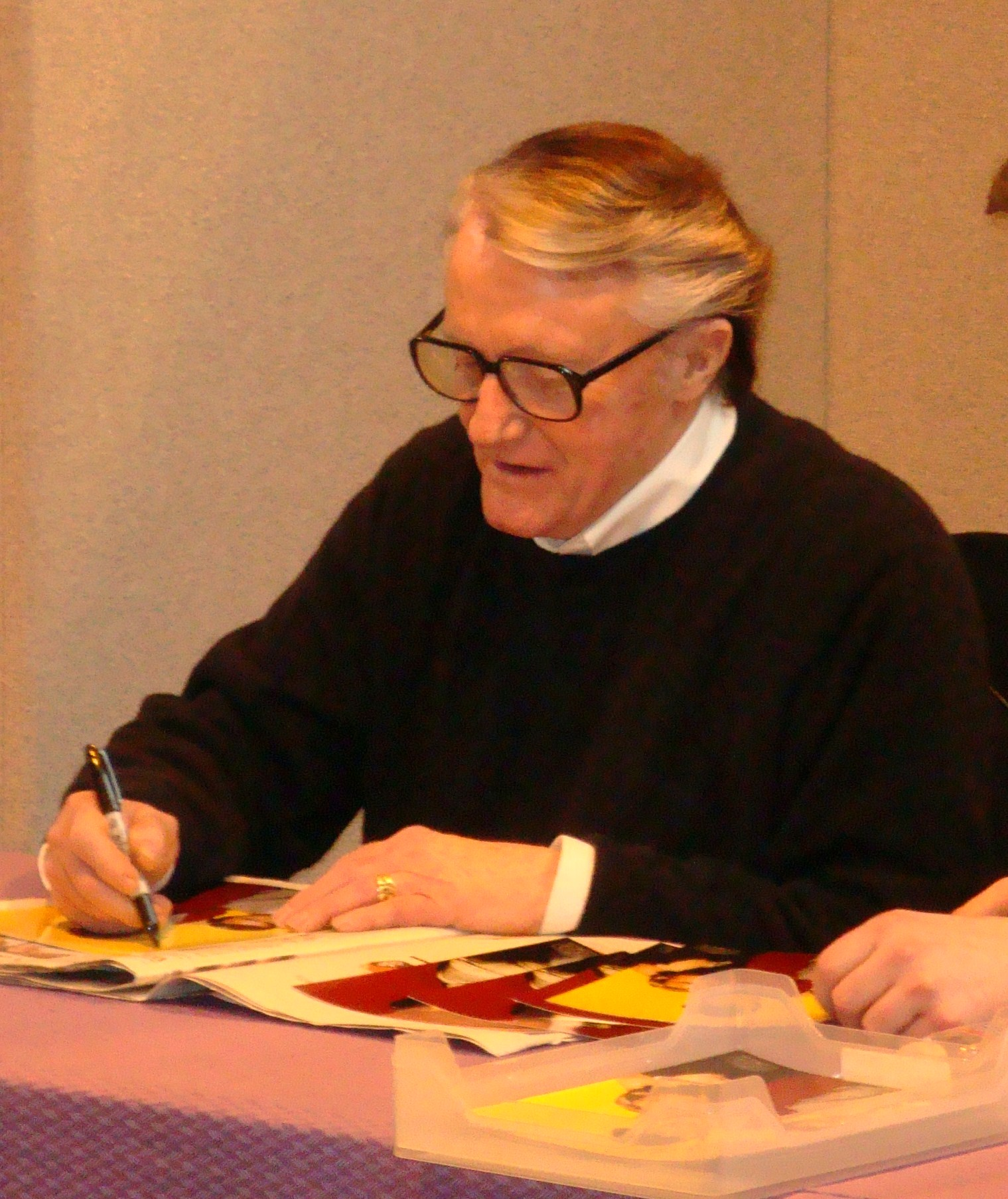
Robert Vaughn interpreta Albert Stroller
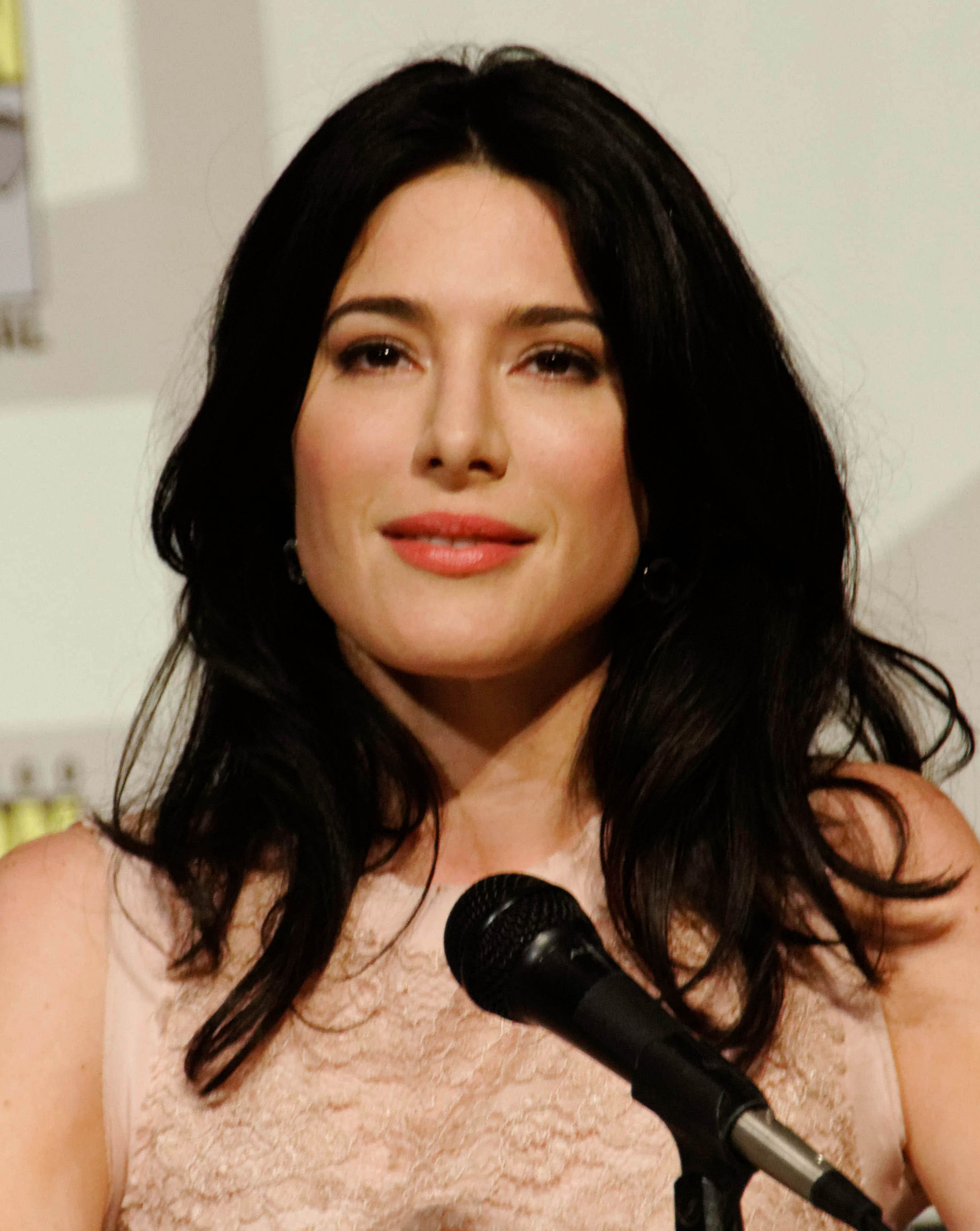
Jaime Murray interpreta Stacie Monroe
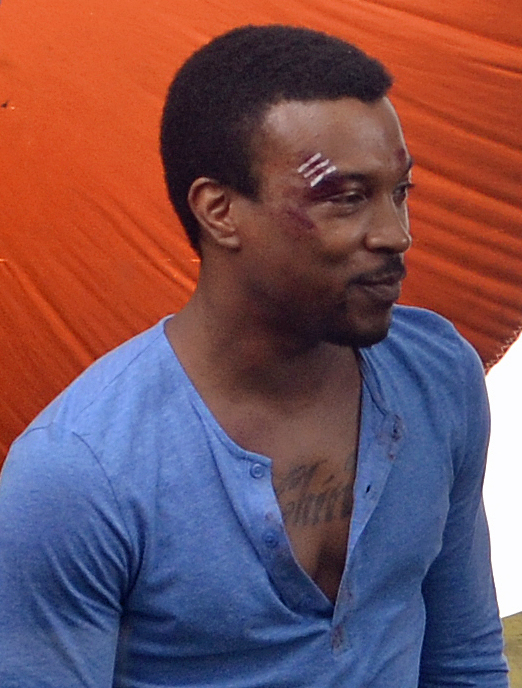
Ashley Walters interpreta Billy Bond